# Lista de monarcas do Havaí
O Reino do Havaí teve início com a conquista da maior parte das ilhas havaianas por Kamehameha I, em 1795. Em 1810, quando Kaumualiʻi tornou-se vassalo de Kamehameha I, este tornou-se, efetivamente, o único soberano do arquipélago do Havaí. Sua dinastia perdurou até 1872 e o reino chegou ao fim em 1893, quando a rainha Liliʻuokalani, da dinastia Kalākaua, foi deposta por uma revolução pró-Estados Unidos. Posteriormente, o presidente Bill Clinton apresentou desculpas formais  pela participação ativa do governo americano na derrubada da monarquia havaiana.

## Monarcas havaianos (1795-1893)

### Dinastia Kamehameha(1795–1872)
| Nome           | Retrato | Nascimento                                       | Reinado                                         | Consortes                                                                                   | Morte                                                        |
| -------------- | ------- | ------------------------------------------------ | ----------------------------------------------- | ------------------------------------------------------------------------------------------- | ------------------------------------------------------------ |
| Kamehameha I   |         | c. 1758, em Moʻokini Heiau, Kohala, Ilha Hawaiʻi | 1795 - 8 de maio de 1819                        | várias                                                                                      | 8 de maio de 1819, em Kamakahonu, Kailua-Kona, Ilha Hawaiʻi  |
| Kamehameha II  |         | c. 1797, em Hilo, Ilha Hawaiʻi                   | 20 de maio de 1819 - 14 de julho de 1824        | (1) Kamāmalu (2) Kīnaʻu (3) Kekāuluohi (4) Kalanipauahi (5) Kekauʻōnohi (6) Kekai Haʻakulou | 4 de julho de 1824, no Hotel Caledonian, Londres, Inglaterra |
| Kamehameha III |         | 11 de agosto de 1813, em Keauhou, Ilha Hawaiʻi   | 6 de junho de 1825 - 15 de dezembro de 1854     | Kalama                                                                                      | 15 de dezembro de 1854, em Honolulu, Oʻahu                   |
| Kamehameha IV  |         | 9 de fevereiro de 1834, em Honolulu, Oʻahu       | 11 de janeiro de 1855 - 30 de novembro de 1863  | Emma Rooke                                                                                  | 30 de novembro de 1863, em Honolulu, Oʻahu                   |
| Kamehameha V   |         | 11 de dezembro de 1830, em Honolulu, Oʻahu       | 30 de novembro de 1863 - 11 de dezembro de 1872 | -                                                                                           | 11 de dezembro de 1872, no Palácio 'Iolani, Honolulu, Oʻahu  |

### Dinastia Kalaimamahu(1873–1874)
| Nome     | Retrato | Nascimento                                | Reinado                                       | Consortes | Morte                                               |
| -------- | ------- | ----------------------------------------- | --------------------------------------------- | --------- | --------------------------------------------------- |
| Lunalilo |         | 31 de janeiro de 1835, em Honolulu, Oʻahu | 8 de janeiro de 1873 - 3 de fevereiro de 1874 | -         | 3 de fevereiro de 1874, em Waikīkī, Honolulu, Oʻahu |

### Dinastia Kalākaua(1874–1893)
| Nome          | Retrato | Nascimento                                 | Reinado                                         | Consortes         | Morte                                                        |
| ------------- | ------- | ------------------------------------------ | ----------------------------------------------- | ----------------- | ------------------------------------------------------------ |
| Kalākaua      |         | 16 de novembro de 1836, em Honolulu, Oʻahu | 12 de fevereiro de 1874 - 20 de janeiro de 1891 | Kapiolani         | 20 de janeiro de 1891, em São Francisco, Califórnia          |
| Liliʻuokalani |         | 2 de setembro de 1838, em Honolulu, Oʻahu  | 29 de janeiro de 1891 - 17 de janeiro de 1893   | John Owen Dominis | 11 de novembro de 1917, em Washington Place, Honolulu, Oʻahu |

## Estilos
| Período   | Estilo | Usado por                                                       |
| --------- | --- | --------------------------------------------------------------- |
| 1795–1852 | em havaiano: Aliʻi Nui em português: Rei                                                                                                  | Kamehameha I, Kamehameha II, Kamehameha III                     |
| 1852–1887 | em havaiano: Aliʻi o ko Hawaiʻi Pae ʻAina em português: Rei das Ilhas Havaianas                                                           | Kamehameha III, Kamehameha IV, Kamehameha V, Lunalilo, Kalākaua |
| 1863–1887 | em havaiano: Ma ka Lokomaikaʻi o ke Akua, Ke Aliʻi o ko Hawaiʻi Pae ʻAina em português: Pela graça de Deus, Rei das Ilhas Havaianas       | Kamehameha IV, Kamehameha V, Lunalilo, Kalākaua                 |
| 1887–1891 | em havaiano: Ma ka Lokomaikaʻi o ke Akua, Moʻi o ko Hawaiʻi Pae ʻAina em português: Pela graça de Deus, Reis das Ilhas Havaianas          | Kalākaua                                                        |
| 1891–1893 | em havaiano: Ma ka Lokomaikaʻi o ke Akua, Moʻi Wahine o ko Hawaiʻi Pae ʻAina em português: Pela graça de Deus, Rainha das Ilhas Havaianas | Liliʻuokalani                                                   |

## Árvore genealógica
|                                         |                                         | Lonomaaikanaka                          | Lonomaaikanaka                          | Lonomaaikanaka                          | Lonomaaikanaka                          | Lonomaaikanaka | Lonomaaikanaka |                                      |                                      | Keawe II 1665–1754 Aliʻi of Hawaiʻi  | Keawe II 1665–1754 Aliʻi of Hawaiʻi  | Keawe II 1665–1754 Aliʻi of Hawaiʻi  | Keawe II 1665–1754 Aliʻi of Hawaiʻi  | Keawe II 1665–1754 Aliʻi of Hawaiʻi | Keawe II 1665–1754 Aliʻi of Hawaiʻi |                                 |                                 |                                 |                                 |                                 |                                 | Kalanikauleleiaiwi | Kalanikauleleiaiwi | Kalanikauleleiaiwi             | Kalanikauleleiaiwi             | Kalanikauleleiaiwi             | Kalanikauleleiaiwi             |                                |                                |             |             |             |             | Lonoikahaupu Aliʻi of Kauaʻi   | Lonoikahaupu Aliʻi of Kauaʻi   | Lonoikahaupu Aliʻi of Kauaʻi   | Lonoikahaupu Aliʻi of Kauaʻi   | Lonoikahaupu Aliʻi of Kauaʻi   | Lonoikahaupu Aliʻi of Kauaʻi   |         |         |                                     |                                     |                                     |                                     |                                     |                                     |  |  |  |  |  |  |  |  |
|                                         |                                         | Lonomaaikanaka                          | Lonomaaikanaka                          | Lonomaaikanaka                          | Lonomaaikanaka                          | Lonomaaikanaka | Lonomaaikanaka |                                      |                                      | Keawe II 1665–1754 Aliʻi of Hawaiʻi  | Keawe II 1665–1754 Aliʻi of Hawaiʻi  | Keawe II 1665–1754 Aliʻi of Hawaiʻi  | Keawe II 1665–1754 Aliʻi of Hawaiʻi  | Keawe II 1665–1754 Aliʻi of Hawaiʻi | Keawe II 1665–1754 Aliʻi of Hawaiʻi |                                 |                                 |                                 |                                 |                                 |                                 | Kalanikauleleiaiwi | Kalanikauleleiaiwi | Kalanikauleleiaiwi             | Kalanikauleleiaiwi             | Kalanikauleleiaiwi             | Kalanikauleleiaiwi             |                                |                                |             |             |             |             | Lonoikahaupu Aliʻi of Kauaʻi   | Lonoikahaupu Aliʻi of Kauaʻi   | Lonoikahaupu Aliʻi of Kauaʻi   | Lonoikahaupu Aliʻi of Kauaʻi   | Lonoikahaupu Aliʻi of Kauaʻi   | Lonoikahaupu Aliʻi of Kauaʻi   |         |         |                                     |                                     |                                     |                                     |                                     |                                     |  |  |  |  |  |  |  |  |
|                                         |                                         |                                         |                                         |                                         |                                         |                |                |                                      |                                      |                                      |                                      |                                      |                                      |                                     |                                     |                                 |                                 |                                 |                                 |                                 |                                 |                    |                    |                                |                                |                                |                                |                                |                                |             |             |             |             |                                |                                |                                |                                |                                |                                |         |         |                                     |                                     |                                     |                                     |                                     |                                     |  |  |  |  |  |  |  |  |
|                                         |                                         |                                         |                                         |                                         |                                         |                |                |                                      |                                      |                                      |                                      |                                      |                                      |                                     |                                     |                                 |                                 |                                 |                                 |                                 |                                 |                    |                    |                                |                                |                                |                                |                                |                                |             |             |             |             |                                |                                |                                |                                |                                |                                |         |         |                                     |                                     |                                     |                                     |                                     |                                     |  |  |  |  |  |  |  |  |
| Kaiʻinamao Aliʻi of Kaʻū                | Kaiʻinamao Aliʻi of Kaʻū                | Kaiʻinamao Aliʻi of Kaʻū                | Kaiʻinamao Aliʻi of Kaʻū                | Kaiʻinamao Aliʻi of Kaʻū                | Kaiʻinamao Aliʻi of Kaʻū                |                |                | Kamakaʻimoku                         | Kamakaʻimoku                         | Kamakaʻimoku                         | Kamakaʻimoku                         | Kamakaʻimoku                         | Kamakaʻimoku                         |                                     |                                     | Keeaumoku Nui Aliʻi of Kona     | Keeaumoku Nui Aliʻi of Kona     | Keeaumoku Nui Aliʻi of Kona     | Keeaumoku Nui Aliʻi of Kona     | Keeaumoku Nui Aliʻi of Kona     | Keeaumoku Nui Aliʻi of Kona     |                    |                    |                                |                                |                                |                                | Keawepoepoe                    | Keawepoepoe                    | Keawepoepoe | Keawepoepoe | Keawepoepoe | Keawepoepoe |                                |                                | Kanoena                        | Kanoena                        | Kanoena                        | Kanoena                        | Kanoena | Kanoena |                                     |                                     |                                     |                                     |                                     |                                     |  |  |  |  |  |  |  |  |
| Kaiʻinamao Aliʻi of Kaʻū                | Kaiʻinamao Aliʻi of Kaʻū                | Kaiʻinamao Aliʻi of Kaʻū                | Kaiʻinamao Aliʻi of Kaʻū                | Kaiʻinamao Aliʻi of Kaʻū                | Kaiʻinamao Aliʻi of Kaʻū                |                |                | Kamakaʻimoku                         | Kamakaʻimoku                         | Kamakaʻimoku                         | Kamakaʻimoku                         | Kamakaʻimoku                         | Kamakaʻimoku                         |                                     |                                     | Keeaumoku Nui Aliʻi of Kona     | Keeaumoku Nui Aliʻi of Kona     | Keeaumoku Nui Aliʻi of Kona     | Keeaumoku Nui Aliʻi of Kona     | Keeaumoku Nui Aliʻi of Kona     | Keeaumoku Nui Aliʻi of Kona     |                    |                    |                                |                                |                                |                                | Keawepoepoe                    | Keawepoepoe                    | Keawepoepoe | Keawepoepoe | Keawepoepoe | Keawepoepoe |                                |                                | Kanoena                        | Kanoena                        | Kanoena                        | Kanoena                        | Kanoena | Kanoena |                                     |                                     |                                     |                                     |                                     |                                     |  |  |  |  |  |  |  |  |
|                                         |                                         |                                         |                                         |                                         |                                         |                |                |                                      |                                      |                                      |                                      |                                      |                                      |                                     |                                     |                                 |                                 |                                 |                                 |                                 |                                 |                    |                    |                                |                                |                                |                                |                                |                                |             |             |             |             |                                |                                |                                |                                |                                |                                |         |         |                                     |                                     |                                     |                                     |                                     |                                     |  |  |  |  |  |  |  |  |
|                                         |                                         |                                         |                                         |                                         |                                         |                |                |                                      |                                      |                                      |                                      |                                      |                                      |                                     |                                     |                                 |                                 |                                 |                                 |                                 |                                 |                    |                    |                                |                                |                                |                                |                                |                                |             |             |             |             |                                |                                |                                |                                |                                |                                |         |         |                                     |                                     |                                     |                                     |                                     |                                     |  |  |  |  |  |  |  |  |
| Kalaniʻōpuʻu 1729–1782 Aliʻi of Hawaiʻi | Kalaniʻōpuʻu 1729–1782 Aliʻi of Hawaiʻi | Kalaniʻōpuʻu 1729–1782 Aliʻi of Hawaiʻi | Kalaniʻōpuʻu 1729–1782 Aliʻi of Hawaiʻi | Kalaniʻōpuʻu 1729–1782 Aliʻi of Hawaiʻi | Kalaniʻōpuʻu 1729–1782 Aliʻi of Hawaiʻi |                |                | Kalola 1735–1790                     | Kalola 1735–1790                     | Kalola 1735–1790                     | Kalola 1735–1790                     | Kalola 1735–1790                     | Kalola 1735–1790                     |                                     |                                     | Keōua ?–1767                    | Keōua ?–1767                    | Keōua ?–1767                    | Keōua ?–1767                    | Keōua ?–1767                    | Keōua ?–1767                    |                    |                    | Kekuʻiapoiwa II ?–1809         | Kekuʻiapoiwa II ?–1809         | Kekuʻiapoiwa II ?–1809         | Kekuʻiapoiwa II ?–1809         | Kekuʻiapoiwa II ?–1809         | Kekuʻiapoiwa II ?–1809         |             |             |             |             | Kamakaʻeheikuli                | Kamakaʻeheikuli                | Kamakaʻeheikuli                | Kamakaʻeheikuli                | Kamakaʻeheikuli                | Kamakaʻeheikuli                |         |         | Kameʻeiamoku ?–1802                 | Kameʻeiamoku ?–1802                 | Kameʻeiamoku ?–1802                 | Kameʻeiamoku ?–1802                 | Kameʻeiamoku ?–1802                 | Kameʻeiamoku ?–1802                 |  |  |  |  |  |  |  |  |
| Kalaniʻōpuʻu 1729–1782 Aliʻi of Hawaiʻi | Kalaniʻōpuʻu 1729–1782 Aliʻi of Hawaiʻi | Kalaniʻōpuʻu 1729–1782 Aliʻi of Hawaiʻi | Kalaniʻōpuʻu 1729–1782 Aliʻi of Hawaiʻi | Kalaniʻōpuʻu 1729–1782 Aliʻi of Hawaiʻi | Kalaniʻōpuʻu 1729–1782 Aliʻi of Hawaiʻi |                |                | Kalola 1735–1790                     | Kalola 1735–1790                     | Kalola 1735–1790                     | Kalola 1735–1790                     | Kalola 1735–1790                     | Kalola 1735–1790                     |                                     |                                     | Keōua ?–1767                    | Keōua ?–1767                    | Keōua ?–1767                    | Keōua ?–1767                    | Keōua ?–1767                    | Keōua ?–1767                    |                    |                    | Kekuʻiapoiwa II ?–1809         | Kekuʻiapoiwa II ?–1809         | Kekuʻiapoiwa II ?–1809         | Kekuʻiapoiwa II ?–1809         | Kekuʻiapoiwa II ?–1809         | Kekuʻiapoiwa II ?–1809         |             |             |             |             | Kamakaʻeheikuli                | Kamakaʻeheikuli                | Kamakaʻeheikuli                | Kamakaʻeheikuli                | Kamakaʻeheikuli                | Kamakaʻeheikuli                |         |         | Kameʻeiamoku ?–1802                 | Kameʻeiamoku ?–1802                 | Kameʻeiamoku ?–1802                 | Kameʻeiamoku ?–1802                 | Kameʻeiamoku ?–1802                 | Kameʻeiamoku ?–1802                 |  |  |  |  |  |  |  |  |
|                                         |                                         |                                         |                                         |                                         |                                         |                |                |                                      |                                      |                                      |                                      |                                      |                                      |                                     |                                     |                                 |                                 |                                 |                                 |                                 |                                 |                    |                    |                                |                                |                                |                                |                                |                                |             |             |             |             |                                |                                |                                |                                |                                |                                |         |         |                                     |                                     |                                     |                                     |                                     |                                     |  |  |  |  |  |  |  |  |
|                                         |                                         |                                         |                                         |                                         |                                         |                |                |                                      |                                      |                                      |                                      |                                      |                                      |                                     |                                     |                                 |                                 |                                 |                                 |                                 |                                 |                    |                    |                                |                                |                                |                                |                                |                                |             |             |             |             |                                |                                |                                |                                |                                |                                |         |         |                                     |                                     |                                     |                                     |                                     |                                     |  |  |  |  |  |  |  |  |
| Kīwalaʻō 1760–1782 Aliʻi of Hawaiʻi     | Kīwalaʻō 1760–1782 Aliʻi of Hawaiʻi     | Kīwalaʻō 1760–1782 Aliʻi of Hawaiʻi     | Kīwalaʻō 1760–1782 Aliʻi of Hawaiʻi     | Kīwalaʻō 1760–1782 Aliʻi of Hawaiʻi     | Kīwalaʻō 1760–1782 Aliʻi of Hawaiʻi     |                |                | Kekuʻiapoiwa Liliha 1746–1815        | Kekuʻiapoiwa Liliha 1746–1815        | Kekuʻiapoiwa Liliha 1746–1815        | Kekuʻiapoiwa Liliha 1746–1815        | Kekuʻiapoiwa Liliha 1746–1815        | Kekuʻiapoiwa Liliha 1746–1815        |                                     |                                     |                                 |                                 |                                 |                                 |                                 |                                 |                    |                    |                                |                                |                                |                                |                                |                                |             |             |             |             |                                |                                |                                |                                |                                |                                |         |         |                                     |                                     |                                     |                                     |                                     |                                     |  |  |  |  |  |  |  |  |
| Kīwalaʻō 1760–1782 Aliʻi of Hawaiʻi     | Kīwalaʻō 1760–1782 Aliʻi of Hawaiʻi     | Kīwalaʻō 1760–1782 Aliʻi of Hawaiʻi     | Kīwalaʻō 1760–1782 Aliʻi of Hawaiʻi     | Kīwalaʻō 1760–1782 Aliʻi of Hawaiʻi     | Kīwalaʻō 1760–1782 Aliʻi of Hawaiʻi     |                |                | Kekuʻiapoiwa Liliha 1746–1815        | Kekuʻiapoiwa Liliha 1746–1815        | Kekuʻiapoiwa Liliha 1746–1815        | Kekuʻiapoiwa Liliha 1746–1815        | Kekuʻiapoiwa Liliha 1746–1815        | Kekuʻiapoiwa Liliha 1746–1815        |                                     |                                     |                                 |                                 |                                 |                                 |                                 |                                 |                    |                    |                                |                                |                                |                                |                                |                                |             |             |             |             |                                |                                |                                |                                |                                |                                |         |         |                                     |                                     |                                     |                                     |                                     |                                     |  |  |  |  |  |  |  |  |
|                                         |                                         |                                         |                                         |                                         |                                         |                |                |                                      |                                      |                                      |                                      |                                      |                                      |                                     |                                     |                                 |                                 |                                 |                                 |                                 |                                 |                    |                    |                                |                                |                                |                                |                                |                                |             |             |             |             |                                |                                |                                |                                | Kepoʻokalani                   |                                |         |         |                                     |                                     |                                     |                                     |                                     |                                     |  |  |  |  |  |  |  |  |
|                                         |                                         |                                         |                                         |                                         |                                         |                |                |                                      |                                      |                                      |                                      |                                      |                                      |                                     |                                     |                                 |                                 |                                 |                                 |                                 |                                 |                    |                    |                                |                                |                                |                                |                                |                                |             |             |             |             |                                |                                |                                |                                |                                |                                |         |         |                                     |                                     |                                     |                                     |                                     |                                     |  |  |  |  |  |  |  |  |
|                                         |                                         |                                         |                                         |                                         |                                         |                |                |                                      |                                      |                                      |                                      |                                      |                                      |                                     |                                     |                                 |                                 |                                 |                                 |                                 |                                 |                    |                    |                                |                                |                                |                                |                                |                                |             |             |             |             |                                |                                |                                |                                |                                |                                |         |         |                                     |                                     |                                     |                                     |                                     |                                     |  |  |  |  |  |  |  |  |
|                                         |                                         |                                         |                                         |                                         |                                         |                |                |                                      |                                      |                                      |                                      |                                      |                                      |                                     |                                     |                                 |                                 |                                 |                                 |                                 |                                 |                    |                    |                                |                                |                                |                                |                                |                                |             |             |             |             |                                |                                |                                |                                |                                |                                |         |         |                                     |                                     |                                     |                                     |                                     |                                     |  |  |  |  |  |  |  |  |
| Keōpūolani 1778–1823                    | Keōpūolani 1778–1823                    | Keōpūolani 1778–1823                    | Keōpūolani 1778–1823                    | Keōpūolani 1778–1823                    | Keōpūolani 1778–1823                    |                |                | Kamehameha I 1758–1819 (1795–1819)   | Kamehameha I 1758–1819 (1795–1819)   | Kamehameha I 1758–1819 (1795–1819)   | Kamehameha I 1758–1819 (1795–1819)   | Kamehameha I 1758–1819 (1795–1819)   | Kamehameha I 1758–1819 (1795–1819)   |                                     |                                     | Kalākua Kaheiheimālie 1778–1823 | Kalākua Kaheiheimālie 1778–1823 | Kalākua Kaheiheimālie 1778–1823 | Kalākua Kaheiheimālie 1778–1823 | Kalākua Kaheiheimālie 1778–1823 | Kalākua Kaheiheimālie 1778–1823 |                    |                    | Kalaimamahu ?–1820             | Kalaimamahu ?–1820             | Kalaimamahu ?–1820             | Kalaimamahu ?–1820             | Kalaimamahu ?–1820             | Kalaimamahu ?–1820             |             |             |             |             | Kamanawa ʻŌpio 1785–1840       | Kamanawa ʻŌpio 1785–1840       | Kamanawa ʻŌpio 1785–1840       | Kamanawa ʻŌpio 1785–1840       | Kamanawa ʻŌpio 1785–1840       | Kamanawa ʻŌpio 1785–1840       |         |         | ʻAikanaka 1790–1868                 | ʻAikanaka 1790–1868                 | ʻAikanaka 1790–1868                 | ʻAikanaka 1790–1868                 | ʻAikanaka 1790–1868                 | ʻAikanaka 1790–1868                 |  |  |  |  |  |  |  |  |
| Keōpūolani 1778–1823                    | Keōpūolani 1778–1823                    | Keōpūolani 1778–1823                    | Keōpūolani 1778–1823                    | Keōpūolani 1778–1823                    | Keōpūolani 1778–1823                    |                |                | Kamehameha I 1758–1819 (1795–1819)   | Kamehameha I 1758–1819 (1795–1819)   | Kamehameha I 1758–1819 (1795–1819)   | Kamehameha I 1758–1819 (1795–1819)   | Kamehameha I 1758–1819 (1795–1819)   | Kamehameha I 1758–1819 (1795–1819)   |                                     |                                     | Kalākua Kaheiheimālie 1778–1823 | Kalākua Kaheiheimālie 1778–1823 | Kalākua Kaheiheimālie 1778–1823 | Kalākua Kaheiheimālie 1778–1823 | Kalākua Kaheiheimālie 1778–1823 | Kalākua Kaheiheimālie 1778–1823 |                    |                    | Kalaimamahu ?–1820             | Kalaimamahu ?–1820             | Kalaimamahu ?–1820             | Kalaimamahu ?–1820             | Kalaimamahu ?–1820             | Kalaimamahu ?–1820             |             |             |             |             | Kamanawa ʻŌpio 1785–1840       | Kamanawa ʻŌpio 1785–1840       | Kamanawa ʻŌpio 1785–1840       | Kamanawa ʻŌpio 1785–1840       | Kamanawa ʻŌpio 1785–1840       | Kamanawa ʻŌpio 1785–1840       |         |         | ʻAikanaka 1790–1868                 | ʻAikanaka 1790–1868                 | ʻAikanaka 1790–1868                 | ʻAikanaka 1790–1868                 | ʻAikanaka 1790–1868                 | ʻAikanaka 1790–1868                 |  |  |  |  |  |  |  |  |
|                                         |                                         |                                         |                                         |                                         |                                         |                |                |                                      |                                      |                                      |                                      |                                      |                                      |                                     |                                     |                                 |                                 |                                 |                                 |                                 |                                 |                    |                    |                                |                                |                                |                                |                                |                                |             |             |             |             |                                |                                |                                |                                |                                |                                |         |         |                                     |                                     |                                     |                                     |                                     |                                     |  |  |  |  |  |  |  |  |
|                                         |                                         |                                         |                                         |                                         |                                         |                |                |                                      |                                      |                                      |                                      |                                      |                                      |                                     |                                     |                                 |                                 |                                 |                                 |                                 |                                 |                    |                    |                                |                                |                                |                                |                                |                                |             |             |             |             |                                |                                |                                |                                |                                |                                |         |         |                                     |                                     |                                     |                                     |                                     |                                     |  |  |  |  |  |  |  |  |
| Kamehameha II 1797–1824 (1819–1824)     | Kamehameha II 1797–1824 (1819–1824)     | Kamehameha II 1797–1824 (1819–1824)     | Kamehameha II 1797–1824 (1819–1824)     | Kamehameha II 1797–1824 (1819–1824)     | Kamehameha II 1797–1824 (1819–1824)     |                |                | Kamehameha III 1813–1854 (1825–1854) | Kamehameha III 1813–1854 (1825–1854) | Kamehameha III 1813–1854 (1825–1854) | Kamehameha III 1813–1854 (1825–1854) | Kamehameha III 1813–1854 (1825–1854) | Kamehameha III 1813–1854 (1825–1854) |                                     |                                     | Kaʻahumanu II 1805–1839         | Kaʻahumanu II 1805–1839         | Kaʻahumanu II 1805–1839         | Kaʻahumanu II 1805–1839         | Kaʻahumanu II 1805–1839         | Kaʻahumanu II 1805–1839         |                    |                    | Kaʻahumanu III 1795–1885       | Kaʻahumanu III 1795–1885       | Kaʻahumanu III 1795–1885       | Kaʻahumanu III 1795–1885       | Kaʻahumanu III 1795–1885       | Kaʻahumanu III 1795–1885       |             |             |             |             | Kapaʻakea 1815–1866            | Kapaʻakea 1815–1866            | Kapaʻakea 1815–1866            | Kapaʻakea 1815–1866            | Kapaʻakea 1815–1866            | Kapaʻakea 1815–1866            |         |         | Keohokālole 1816–1869               | Keohokālole 1816–1869               | Keohokālole 1816–1869               | Keohokālole 1816–1869               | Keohokālole 1816–1869               | Keohokālole 1816–1869               |  |  |  |  |  |  |  |  |
| Kamehameha II 1797–1824 (1819–1824)     | Kamehameha II 1797–1824 (1819–1824)     | Kamehameha II 1797–1824 (1819–1824)     | Kamehameha II 1797–1824 (1819–1824)     | Kamehameha II 1797–1824 (1819–1824)     | Kamehameha II 1797–1824 (1819–1824)     |                |                | Kamehameha III 1813–1854 (1825–1854) | Kamehameha III 1813–1854 (1825–1854) | Kamehameha III 1813–1854 (1825–1854) | Kamehameha III 1813–1854 (1825–1854) | Kamehameha III 1813–1854 (1825–1854) | Kamehameha III 1813–1854 (1825–1854) |                                     |                                     | Kaʻahumanu II 1805–1839         | Kaʻahumanu II 1805–1839         | Kaʻahumanu II 1805–1839         | Kaʻahumanu II 1805–1839         | Kaʻahumanu II 1805–1839         | Kaʻahumanu II 1805–1839         |                    |                    | Kaʻahumanu III 1795–1885       | Kaʻahumanu III 1795–1885       | Kaʻahumanu III 1795–1885       | Kaʻahumanu III 1795–1885       | Kaʻahumanu III 1795–1885       | Kaʻahumanu III 1795–1885       |             |             |             |             | Kapaʻakea 1815–1866            | Kapaʻakea 1815–1866            | Kapaʻakea 1815–1866            | Kapaʻakea 1815–1866            | Kapaʻakea 1815–1866            | Kapaʻakea 1815–1866            |         |         | Keohokālole 1816–1869               | Keohokālole 1816–1869               | Keohokālole 1816–1869               | Keohokālole 1816–1869               | Keohokālole 1816–1869               | Keohokālole 1816–1869               |  |  |  |  |  |  |  |  |
|                                         |                                         |                                         |                                         |                                         |                                         |                |                |                                      |                                      |                                      |                                      |                                      |                                      |                                     |                                     |                                 |                                 |                                 |                                 |                                 |                                 |                    |                    |                                |                                |                                |                                |                                |                                |             |             |             |             |                                |                                |                                |                                |                                |                                |         |         |                                     |                                     |                                     |                                     |                                     |                                     |  |  |  |  |  |  |  |  |
|                                         |                                         |                                         |                                         |                                         |                                         |                |                |                                      |                                      |                                      |                                      |                                      |                                      |                                     |                                     |                                 |                                 |                                 |                                 |                                 |                                 |                    |                    |                                |                                |                                |                                |                                |                                |             |             |             |             |                                |                                |                                |                                |                                |                                |         |         |                                     |                                     |                                     |                                     |                                     |                                     |  |  |  |  |  |  |  |  |
| Kamehameha IV 1834–1863 (1855–1863)     | Kamehameha IV 1834–1863 (1855–1863)     | Kamehameha IV 1834–1863 (1855–1863)     | Kamehameha IV 1834–1863 (1855–1863)     | Kamehameha IV 1834–1863 (1855–1863)     | Kamehameha IV 1834–1863 (1855–1863)     |                |                | Kamehameha V 1830–1872 (1863–1872)   | Kamehameha V 1830–1872 (1863–1872)   | Kamehameha V 1830–1872 (1863–1872)   | Kamehameha V 1830–1872 (1863–1872)   | Kamehameha V 1830–1872 (1863–1872)   | Kamehameha V 1830–1872 (1863–1872)   |                                     |                                     | Kaʻahumanu IV 1838–1866         | Kaʻahumanu IV 1838–1866         | Kaʻahumanu IV 1838–1866         | Kaʻahumanu IV 1838–1866         | Kaʻahumanu IV 1838–1866         | Kaʻahumanu IV 1838–1866         |                    |                    | Lunalilo 1835–1874 (1873–1874) | Lunalilo 1835–1874 (1873–1874) | Lunalilo 1835–1874 (1873–1874) | Lunalilo 1835–1874 (1873–1874) | Lunalilo 1835–1874 (1873–1874) | Lunalilo 1835–1874 (1873–1874) |             |             |             |             | Kalākaua 1836–1891 (1874–1891) | Kalākaua 1836–1891 (1874–1891) | Kalākaua 1836–1891 (1874–1891) | Kalākaua 1836–1891 (1874–1891) | Kalākaua 1836–1891 (1874–1891) | Kalākaua 1836–1891 (1874–1891) |         |         | Liliʻuokalani 1838–1917 (1891–1893) | Liliʻuokalani 1838–1917 (1891–1893) | Liliʻuokalani 1838–1917 (1891–1893) | Liliʻuokalani 1838–1917 (1891–1893) | Liliʻuokalani 1838–1917 (1891–1893) | Liliʻuokalani 1838–1917 (1891–1893) |  |  |  |  |  |  |  |  |